# Vase Townley

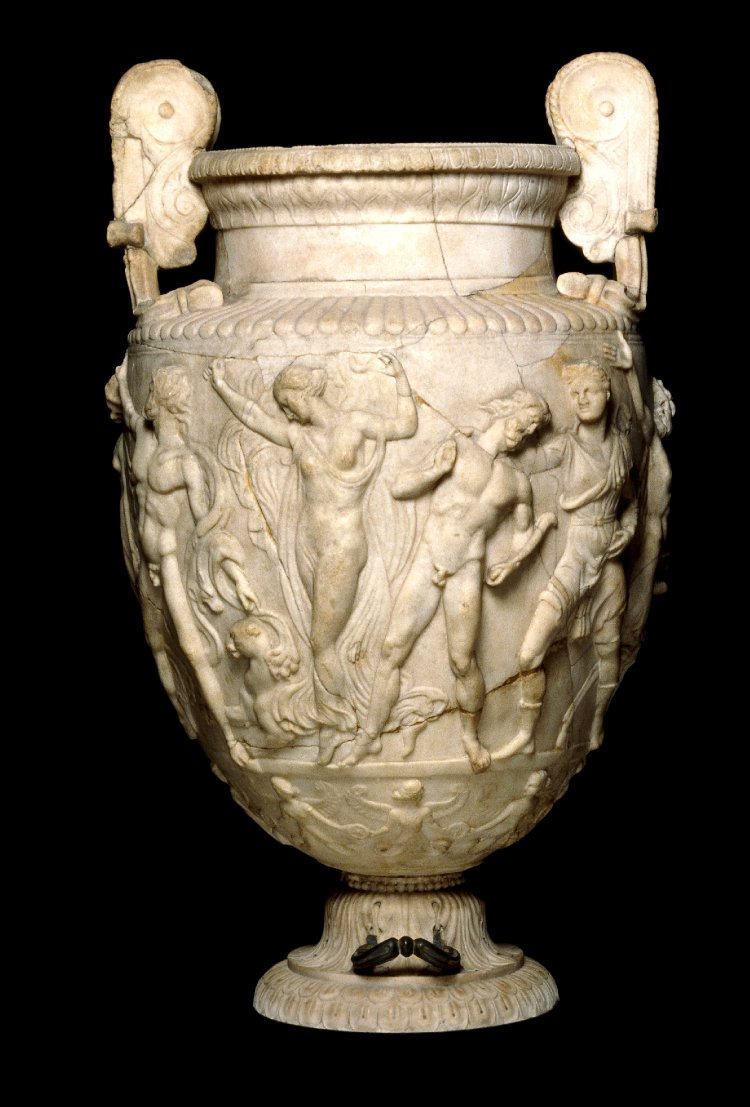
Vase Townley

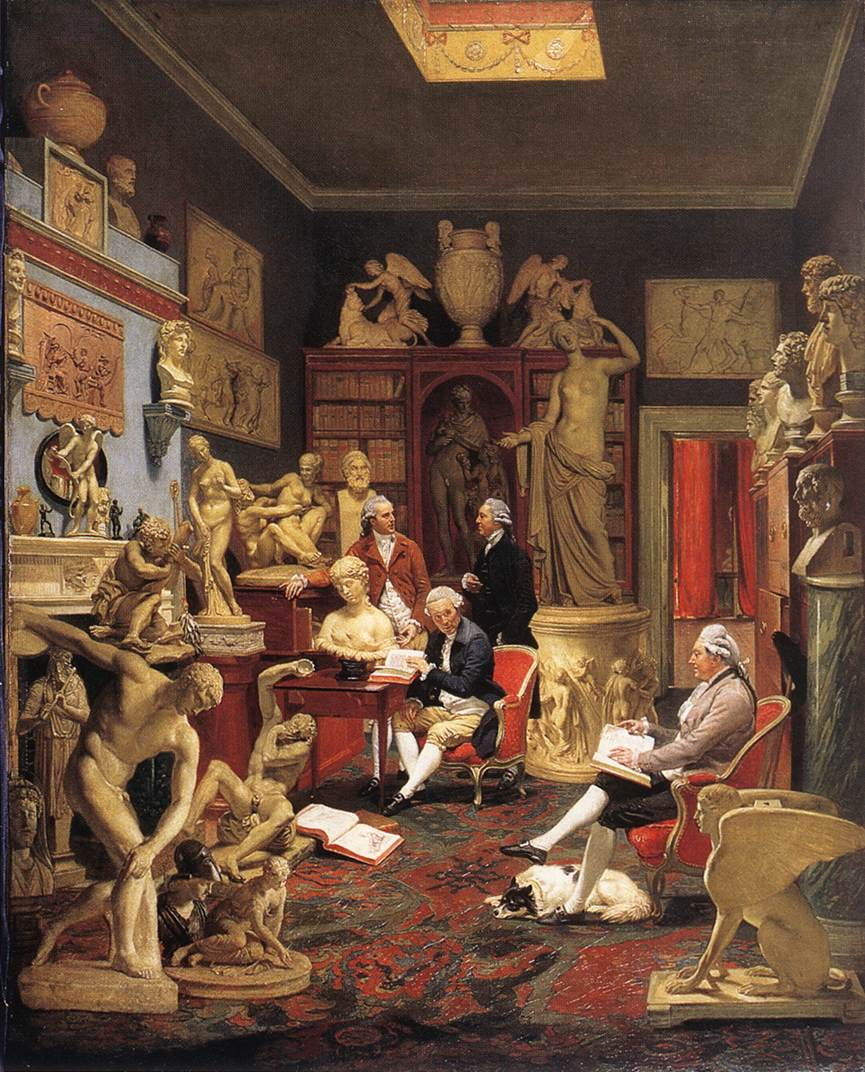
Le tableau de John Zoffany, Charles Townley dans sa galerie expose à la fois le vase Townley (sur le dessus de la bibliothèque) et la statue Vénus de Townley.

Le vase Townley est un grand vase en marbre romain du IIe siècle de notre ère, découvert en 1773 par l'antiquaire écossais et marchand d'antiquités Gavin Hamilton, en train de fouiller une villa romaine à Monte Cagnolo, entre Genzano et Civita Lavinia, près du Lanuvium, au sud-est de Rome. Le vase ovoïde, d'une hauteur de 93 cm, a des poignées en volute à la manière d'un Cratère en céramique. Il est sculpté d'une frise profonde en bas-relief occupant la plus grande partie du corps, illustrant une procession bacchanalienne. Son nom vient du collectionneur anglais Charles Townley, qui l’a acheté à Hamilton en 1774 pour 250 £. La collection de Townley, longtemps exposée dans sa maison de Londres à Park Street, a été achetée pour le British Museum après sa mort en 1805.
Au 19e siècle, on imaginait souvent que l'Ode sur une urne grecque de John Keats (1819) était inspirée du vase Townley, bien que les critiques modernes suggèrent plutôt que l'inspiration était plus générique et pouvait aussi provenir des scènes de William Hamilton qui décrivait la collection de vases grecs qui sont entrés dans la collection du British Museum à peu près au même moment.
Des copies du vase Townley ont été réalisées en plâtre et en marbre d'imitation au XIXe siècle. Au tournant du XXe siècle, la Manifattura di Signa a réalisé des versions en terre cuite en Italie. Entre les deux guerres mondiales, les lampes de table inspirées du vase Townley identifiaient les ménages « cultivés ».